# Fort Ord

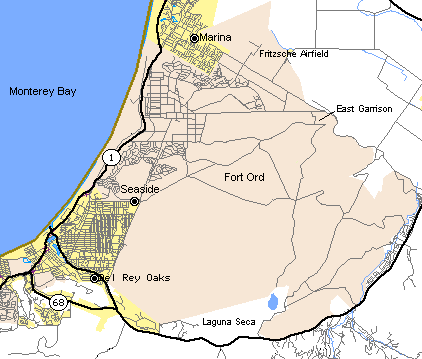
Kaart van Fort Ord

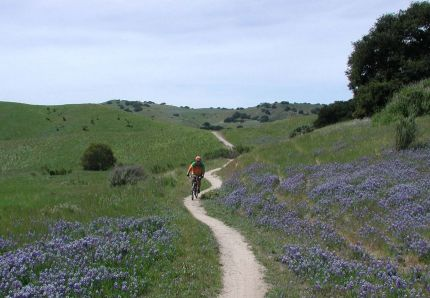
Fietspad in het Fort Ord National Monument

Fort Ord is een voormalige militaire basis van het Amerikaanse leger aan de Baai van Monterey in Californië. De basis werd in 1917 opgericht en sloot in september 1994. Sindsdien worden delen van het terrein benut door de California State University - Monterey Bay, het Fort Ord Dunes State Park en een natuurreservaat ter bescherming van een bedreigde vlindersoort (Euphilotes enoptes smithi), het eerste reservaat in de Verenigde Staten voor een insect. Op 20 april 2012 erkende president Barack Obama, op advies van minister Ken Salazar, het voormalige fort als het Fort Ord National Monument. Er liggen verschillende golfbanen in en rond Fort Ord.
Ten noorden van Fort Ord ligt het stadje Marina en de Marina Municipal Airport, voorheen het Fritzsche Army Air Field. Ten westen van Fort Ord ligt Seaside, de stad waaronder de militaire basis eigenlijk valt. Ten westen daarvan ligt het regionale centrum Monterey.

## Bekende inwoners
Onderstaande personen hebben enige tijd in Fort Ord gediend of gewoond:
- Clint Eastwood, acteur en regisseur
- Jerry Garcia, muzikant van de Grateful Dead
- Jimi Hendrix, muzikant en zanger
- David Janssen, acteur
- Hal Moore, luitenant-generaal
- Matthew Morrison, acteur en zanger
- John Saxon, acteur
- Joseph Stilwell, generaal